# Bukit Kemuning (Mersam)
Bukit Kemuning is een bestuurslaag in het regentschap Batang Hari van de provincie Jambi, Indonesië. Bukit Kemuning telt 422 inwoners (volkstelling 2010).